# Север, Елена
Еле́на Се́вер (настоящее имя — Еле́на Ю́рьевна Киселёва, урожд. — Севергина; род. 29 апреля 1973, Ленинград, РСФСР, СССР) — российская телеведущая, певица, актриса, общественный деятель. С 2015 года член Совета директоров ЗАО «Русская медиагруппа».

## Биография
Елена Юрьевна Севергина родилась 29 апреля 1973 года в Ленинграде (ныне — Санкт-Петербург). Мать — Дина Павловна (экономист), отец — Юрий Петрович (директор научного центра). Оба работали в Научно-исследовательском институте электрофизической аппаратуры.
В 1990 году окончила ленинградскую среднюю школу № 328 с углублённым изучением английского языка. Затем училась в Санкт-Петербургском финансово-экономическом университете по специальности «Финансы и кредит».

## Семья
- Муж — Владимир Киселёв (род. 1952).
- Сыновья — Юрий (псевдоним ЮрКисс) (род. 21.12.1997), Владимир (псевдоним ВладиМир) (род. 11.05.2000).[источник не указан 2408 дней]

## Карьера

### Ведущая
С 1995 года является ведущей различных модных показов и музыкальных концертов.
Неоднократно была ведущей международного музыкального фестиваля «Белые ночи Санкт-Петербурга» (2011, 2013, 2014, 2018, 2020, 2022, 2023).
Ведущая передачи «Север. Непридуманные истории» на телеканале «RU.TV».
С 2015 года — член Совета директоров ЗАО «Русская медиагруппа».
В 2018 году была инициатором организации международной профессиональной музыкальной премии «Bravo» в области классической и популярной музыки.

### Благотворительная деятельность
В 2010 году вместе с мужем Владимиром Киселёвым инициировала создание благотворительного фонда «Федерация» (став патронессой фонда), фонд снискал себе крайне скандальную репутацию, а сомнительная деятельность фонда подвергалась неоднократной критике в СМИ В рамках деятельности фонда Севергина выступала организатором ряда пиар-акций, мероприятий и концертов, якобы в помощь детским домам и школам-интернатам, при этом, площади под огромные рекламные транспаранты с изображением портретов «патронессы» фонда «Федерация», мэрия Москвы выделила бесплатно, признав их социально значимой для города рекламой.
В декабре 2010 года Елена Север была организатором и ведущей скандального благотворительного концерта с участием мировых знаменитостей и Владимира Путина, организация и распределение средств от которого вызвали критические отклики в СМИ.

### Актриса
Снималась в клипах группы «Русские» («Такая, брат, война», «Женщина, которую боюсь») и группы «Земляне» («Эй, Страна», «Что тебе ещё дать», «Борсалино»).
В 2011 году Елена исполнила эпизодическую роль в фильме российско-французского производства «Распутин» после личного приглашения в картину Жераром Депардьё. В 2017 — появилась в телесериале «Мата Хари», а в 2018 году сыграла главную роль в фильме «Пилигрим».
В 2018 году создала собственную кинокомпанию «Русский Север».
В 2020 году состоялась премьера фильма «Не лечи меня» при участии Север. В 2021 года в российский прокат вышла криминальная комедия Петра Буслова «БУМЕРанг» c Дмитрием Нагиевым, в которой актриса сыграла Олю. В 2022 году состоялась премьера боевика «Сирийская соната», в котором Елена Север была продюсером и исполнительницей одной из главных ролей.

### Певица
В 2012 году решила начать карьеру певицы, записав песню «Сны». В 2015 году вышла песня «Ревную я». В 2017 году записала в дуэте со Стасом Михайловым песню «Не зови, не слышу». К концу 2019 года она набрала более 68 млн просмотров на YouTube.

#### Песни
| Год  | Название                                        | Чарт TopHit Россия и СНГ |
| ---- | ----------------------------------------------- | ------------------------ |
| 2012 | «Сны»                                           | —                        |
| 2015 | «Ревную я»                                      | 98                       |
| 2017 | «Не зови, не слышу» (дуэт со Стасом Михайловым) | 51                       |
| 2018 | «Схожу с ума»                                   | 176                      |
| 2019 | «Зла не держи» (дуэт с Верой Брежневой)         | 56                       |
| 2020 | «Война так война» (дуэт с Александром Маршалом) | 76                       |
| 2020 | «Золотая карусель»                              | 65                       |
| 2021 | «В центре Земли» (дуэт с Григорием Лепсом)      | 98                       |
| 2022 | «Еще вчера» (дуэт с Григорием Лепсом)           | 13                       |
| 2022 | «Заново»                                        | 56                       |
| 2022 | «Не то»                                         | 103                      |
| 2023 | «Россия» (дуэт с Любовью Успенской)             | 112                      |
| 2023 | «Услышь меня»                                   | 46                       |
| 2023 | «Всем и каждому»                                | 54                       |
| 2024 | «Гололёд»                                       | 23                       |

## Общественная деятельность
Поддержала вторжение России на Украину, принимала участие в концертах для получивших ранения военнослужащих участников нападения на Украину. 12 июня 2022 года выступила на концерте в честь дня России в оккупированном российскими войсками Херсоне.
19 октября включена в санкционный список Украины лиц «которые публично призывают к агрессивной войне, оправдывают и признают законной вооруженную агрессию РФ против Украины, временную оккупацию территории Украины»
В середине июня 2023 года поддержала и присоединилась к предложению выплачивать премию российским военным и гражданским за подбитые танки Leopard украинских военных из личных средств.

## Награды
- Премия «Золотой граммофон» (2017/2019 2020)[31].
- Медаль ордена «За заслуги перед Отечеством» II степени (2017) — за заслуги в развитии культуры, большой вклад в подготовку и проведение важных творческих и гуманитарных мероприятий[32].
- Премия Министерства обороны РФ в области культуры и искусства[5].